# Ingleside
Ingleside város az USA Texas államában, San Patricio és Nueces megyében. Lakosainak száma 9519 fő (2020. április 1.).

## Népesség
A település népességének változása:

| 2010 | 9 387 |
| 2020 | 9 519 |